# Vít Fučík
Vít Fučík, genannt Kudlička (* 3. Juni 1733 in Vitějovice; † 29. Oktober 1804 in Klůs), soll als erster Mensch noch vor den Brüdern Montgolfier in Böhmen Flugversuche unternommen haben. Seine Flugversuche sind jedoch nicht durch zeitgenössische Quellen belegbar und zudem unwahrscheinlich.

## Leben
Fučík entstammte einer Müllerfamilie aus Hracholusky und war das erste von sechs Kindern von Jan Fučík und seiner Frau Marianne geborene Koptová, die in Vitějovice zur Miete wohnten. 1749 kaufte sein Vater von Vít Havlíček, der sich auf das Altenteil zurückziehen wollte, ein Gehöft in Velký Bor für 63 Schock meißnische Groschen. Die Familie bewirtschaftete das Anwesen wenig erfolgreich, wegen Überschuldung übergab Jan Fučík die Wirtschaft 1760 seinem Schwiegersohn Jakub Faktor.
Vít Fučík hatte zu dieser Zeit bereits das väterliche Gehöft verlassen und war seit 1756 als herrschaftlicher Heger tätig. Am 21. Jänner 1759 heiratete Fučík in Chelčice Alžběta Slaninová aus Žďárské Chalupy, mit der er als Waldhüter in Újezd lebte.  Dort kamen ihre Kinder Anna (* 1759), Matěj (* 1761, † 1762), Marianna (* 1763)  sowie die Zwillingstöchter Johanna und Markéta (* 1764, † 1764) zur Welt.
Am 12. Mai 1765 erwarb Fučík für 30 Gulden auf zwei Leben mit einem jährlichen Zins von drei Gulden eine Dominikalchaluppe am Strpský rybník in der Einschicht Klůs bei Strpí, die nach der Einführung der Hausnummerierung in den 1770er Jahren als Haus Nr. 13 in Strpí geführt wurde. Dort arbeitete er als Tischler und Holzschnitzer. 1765 wurde in Klůs seine jüngste Tochter Terezie geboren, die jedoch bald verstarb.
Im Oktober 1777 überschrieb er seine Chaluppe an seinen künftigen Schwiegersohn Vavřinec Straka, der am 28. November desselben Jahres Fučíks Tochter Anna heiratete und zugleich als Besitzer eingetragen wurde.
Im August 1780 wurde vor dem Kriminalgericht Písek gegen Fučík und vier weitere Beschuldigte ein Verfahren wegen verbotenem Christophels- und Coronagebets, das auf wundertätige Weise Geld verschaffen sollte, eröffnet. Am 1. Mai 1793 verstarb Fučíks Frau an Tuberkulose. 1804 verstarb er an derselben Krankheit und wurde auf dem Friedhof von Bílá Hůrka beerdigt.

## Legenden über Flugversuche

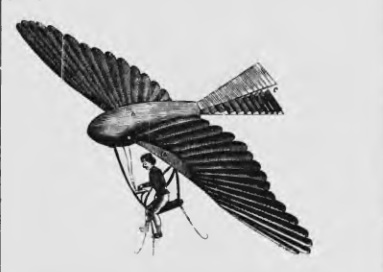
Samolet český, Zeichnung von 1866

Nach Überlieferungen aus späterer Zeit, vor allem in der Zeitschrift Nový čas von 1919, soll Fučík zwischen 1760 und 1770 mehrere Flugversuche unternommen haben. Er habe zuerst große bewegliche Flügel aus Gänsefedern benutzt, die auf einem hölzernen Rahmen angebracht waren. Auftrieb erhielt der Flieger durch Schweinsblasen, die an seinem Körper befestigt und mit Sumpfgas aus den umliegenden Teichen gefüllt gewesen seien.
Den ersten Flugversuch soll Fučík zwischen 1760 und 1765 durch einen Sprung aus dem Dachfenster seines Hauses in Klůs unternommen haben. Vom Westwind getrieben, flog er mit ausgebreiteten Armen flügelschwenkend in Richtung Vodňany und landete am Teich Strpský rybník. Über die Befestigung der Gänsefedern an den Flügeln gibt es widersprüchliche Angaben, einerseits sollen dazu Weidenruten gedient haben, an anderer Stelle wird Zinn genannt.
Bei einem weiteren Flug soll er zwischen 1778 und 1780 mit einem Flugapparat mit Fledermausflügeln Vodňany erreicht haben und im Fenster der Synagoge gelandet sein, wo gerade Neujahr gefeiert wurde. Die Gläubigen sollen ihn als Messias gefeiert und für ihn ein Festmahl ausgerichtet haben. Beim Versuch eines Fluges auf den Píseker Markt erreichte er sein Ziel nicht und landete bereits in Selibov. Sein vierter Flugversuch nach Vodňany endete angeblich mit einem Rippenbruch auf dem Damm des Teiches Černoháje. Seinen letzten Flugapparat soll Fučík zwischen 1791 und 1795 entworfen haben. Dieser Flieger, den auf Anforderung der örtlichen Beamten die Schwiegersöhne des bereits schwerkranken Fučík unter dessen Aufsicht konstruiert haben sollen, besaß feste durchgehende Flügel mit einer leichten Bespannung. Mit dem Apparat sollen sich die Jugendlichen vor Ort in die Luft erhoben haben. Nach anderen Angaben hatten die Konstrukteure bei der Flugschau einen steingefüllten Sack an den Gleiter gehängt.
Im Jahre 1860 soll ein Teil eines der Flügel in einem Schuppen ausgegraben und von einem unbekannten Mann aus Prag abgeholt worden sein. Nach dem Prinzip des Fučíkschen Apparates soll der Techniker Václav Kadeřávek in Prag sein Fluggerät konstruiert haben, das unter dem Namen Kadeřávkův samolet oder Samolet český bekannt ist. Kadeřávek veröffentlichte 1866 Konstruktionspläne und baute auch Prototypen seines Fliegers, schaffte es aber nicht, sich damit in die Luft zu erheben.

## Rezeption
Fučíks Flugversuche wurden der Öffentlichkeit erstmals durch einen im Jahre 1861 in der Zeitung Myslivecké zábavy erschienenen Artikel präsentiert. Der Autor František Špatný berief sich dabei auf seinen aus Skočice stammenden Vater Václav Špatný (* 1776), der seine Informationen wiederum offenbar vom Hörensagen bezogen hatte.
Den nächsten Aufschwung erlebte die Popularität des südböhmischen Schreiners nach dem Ersten Weltkrieg. Im Jahr 1919 veröffentlichte die Zeitschrift Nový čas 1919 einen ausführlichen Beitrag über Fučíks Flugversuche, der die Überlieferungen Alteingesessener als Quelle angab. In den 1920er Jahren schalteten sich Militärhistoriker in die Causa Fučík ein. Die neue Republik betrieb intensiv den Aufbau ihrer Streitkräfte. Ein Flugpionier wäre ein willkommenes Zugpferd des Prestigeprojekts Vzduch je naše moře (die Luft ist unser Meer) gewesen, mit dem die tschechoslowakische Luftwaffe auf Weltniveau gehoben werden sollte. Immerhin sollen Fučíks Experimente den Erstflug der Gebrüder Montgolfier am 21. September 1783 um einige Jahre, wenn nicht gar Jahrzehnte, überboten haben. Isaac Arnsteiner aus Vodňany, geboren 1829, wollte als Kind Erzählungen gehört haben, nach denen Fučík am 19. September 1783 das Synagogenfenster erreicht habe und für einen Himmelsboten gehalten worden sei.
Die Untersuchungen des Militärhistorischen Instituts brachten das bis heute bekannte Archivmaterial zutage und zeigten, dass Vít Fučík eine historische Person war. Beweise für seine Flugversuche erbrachten sie jedoch nicht. Auch die Anklage von 1780 lieferte keine näheren Erkenntnisse. Die Ladung warf Fučík die Verwendung von Schatzgebeten vor, Flugversuche erwähnte jedoch auch sie nicht. Die Prozessakte ist nicht erhalten geblieben. Daneben versuchten Experten die mündliche Überlieferung auszuwerten und nachzuweisen, ob Fučíks Apparat wenigstens theoretisch flugfähig gewesen wäre. Sie stellten sich eine Art von Hängegleiter als wahrscheinlichstes Fluggerät vor. Im Buch Motory hřmí vzduchem widerlegte Václav Kubec 1969 die Möglichkeit einer Fortbewegung mit methangefüllten Blasen.